# Elezioni amministrative in Italia del 1981
Il 21 e 22 giugno 1981 in Italia si votò per il rinnovo di 193 consigli comunali e di 2 consigli provinciali.

## Elezioni comunali

### Genova
| Liste                                                  | Voti    | %     | Seggi |
| ------------------------------------------------------ | ------- | ----- | ----- |
| Partito Comunista Italiano (PCI)                       | 197.914 | 39,63 | 33    |
| Democrazia Cristiana (DC)                              | 112.555 | 22,54 | 19    |
| Partito Socialista Italiano (PSI)                      | 81.988  | 16,41 | 14    |
| Partito Liberale Italiano (PLI)                        | 25.751  | 5,15  | 4     |
| Partito Socialista Democratico Italiano (PSDI)         | 23.548  | 4,71  | 4     |
| Partito Repubblicano Italiano (PRI)                    | 18.211  | 3,64  | 3     |
| Movimento Sociale Italiano - Destra Nazionale (MSI-DN) | 16.573  | 3,22  | 2     |
| Partito Radicale (PR)                                  | 6.576   | 1,31  | 1     |
| Democrazia Proletaria (DP)                             | 5.532   | 1,09  | -     |
| Altri                                                  | 11.119  | 2,24  | -     |
| Totale                                                 | 499.767 |       | 80    |

### Roma
| Liste                                                  | Voti      | %     | Seggi |
| ------------------------------------------------------ | --------- | ----- | ----- |
| Partito Comunista Italiano (PCI)                       | 619.049   | 36,06 | 31    |
| Democrazia Cristiana (DC)                              | 508.144   | 29,60 | 25    |
| Partito Socialista Italiano (PSI)                      | 173.555   | 10,11 | 8     |
| Movimento Sociale Italiano - Destra Nazionale (MSI-DN) | 148.905   | 8,67  | 7     |
| Partito Socialista Democratico Italiano (PSDI)         | 79.213    | 4,61  | 4     |
| Partito Repubblicano Italiano (PRI)                    | 69.503    | 4,05  | 3     |
| Partito Liberale Italiano (PLI)                        | 51.402    | 2,99  | 2     |
| Democrazia Proletaria (DP)                             | 19.069    | 1,11  | -     |
| Altri                                                  | 48.145    | 2,80  | -     |
| Totale                                                 | 1.716.985 |       | 80    |

### Bari
| Liste                                                  | Voti    | %     | Seggi |
| ------------------------------------------------------ | ------- | ----- | ----- |
| Democrazia Cristiana (DC)                              | 71.873  | 33,34 | 21    |
| Partito Socialista Italiano (PSI)                      | 50.210  | 23,29 | 15    |
| Partito Comunista Italiano (PCI)                       | 34.382  | 15,95 | 10    |
| Partito Socialista Democratico Italiano (PSDI)         | 24.470  | 11,35 | 7     |
| Movimento Sociale Italiano - Destra Nazionale (MSI-DN) | 13.821  | 6,41  | 4     |
| Partito Repubblicano Italiano (PRI)                    | 9.510   | 4,41  | 2     |
| Partito Liberale Italiano (PLI)                        | 4.351   | 2,02  | 1     |
| Democrazia Proletaria (DP)                             | 2.159   | 1,00  | -     |
| Altri                                                  | 4.797   | 2,22  | -     |
| Totale                                                 | 215.573 |       | 60    |

### Foggia
| Liste                                                  | Voti   | %    | Seggi |
| ------------------------------------------------------ | ------ | ---- | ----- |
| Democrazia Cristiana (DC)                              | 42.947 | 47,8 | 24    |
| Partito Socialista Italiano (PSI)                      | 14.426 | 16,0 | 8     |
| Partito Comunista Italiano (PCI)                       | 13.839 | 15,4 | 8     |
| Partito Socialista Democratico Italiano (PSDI)         | 9.323  | 10,4 | 5     |
| Movimento Sociale Italiano - Destra Nazionale (MSI-DN) | 5.206  | 5,8  | 3     |
| Partito Liberale Italiano (PLI)                        | 2.225  | 2,5  | 1     |
| Partito Repubblicano Italiano (PRI)                    | 1.917  | 2,1  | 1     |
| Totale                                                 |        |      |       |

## Elezioni provinciali

### Provincia di Roma
| Liste                                                  | Voti    | %    | Seggi |
| ------------------------------------------------------ | ------- | ---- | ----- |
| Partito Comunista Italiano (PCI)                       | 804.851 | 36,8 | 17    |
| Democrazia Cristiana (DC)                              | 602.411 | 27,5 | 13    |
| Partito Socialista Italiano (PSI)                      | 229.776 | 10,5 | 5     |
| Movimento Sociale Italiano - Destra Nazionale (MSI-DN) | 198.999 | 9,1  | 4     |
| Partito Socialista Democratico Italiano (PSDI)         | 108.383 | 5,0  | 2     |
| Partito Repubblicano Italiano (PRI)                    | 96.191  | 4,4  | 2     |
| Partito Liberale Italiano (PLI)                        | 63.105  | 2,9  | 1     |
| Democrazia Proletaria (DP)                             | 24.720  | 1,1  | 1     |
| Altri                                                  | 58.265  | 2,7  | -     |
| Totale                                                 |         |      |       |

### Provincia di Foggia
| Liste                                                  | Voti    | %    | Seggi |
| ------------------------------------------------------ | ------- | ---- | ----- |
| Democrazia Cristiana (DC)                              | 119.485 | 33,2 | 10    |
| Partito Comunista Italiano (PCI)                       | 116.225 | 32,3 | 10    |
| Partito Socialista Italiano (PSI)                      | 55.099  | 15,3 | 5     |
| Movimento Sociale Italiano - Destra Nazionale (MSI-DN) | 34.004  | 9,5  | 3     |
| Partito Socialista Democratico Italiano (PSDI)         | 26.069  | 7,2  | 2     |
| Partito Repubblicano Italiano (PRI)                    | 4.563   | 1,3  | -     |
| Partito Liberale Italiano (PLI)                        | 4.310   | 1,2  | -     |
| Totale                                                 |         |      |       |